# Prince of Darkness (album de Big Daddy Kane)
Pour les articles homonymes, voir Prince of Darkness.
Albums de Big Daddy Kane
Taste of Chocolate
(1990) Looks Like a Job For…
(1993)
Singles
1. Groove With It
Sortie : 1991
2. The Lover in You
Sortie : 1992

Prince of Darkness est le quatrième album studio de Big Daddy Kane, sorti le 29 octobre 1991.
L'album s'est classé 25e au Top R&B/Hip-Hop Albums et 57e au Billboard 200.

## Liste des titres
| No  | Titre                                           | Contient un (des) sample(s) de | Durée |
| --- | ----------------------------------------------- | --- | ----- |
| 1.  | Prince of Darkness                              | Be Alright de Zapp Round and Round de Tevin Campbell | 4:26  |
| 2.  | The Lover in You                                | The Lover in You du Sugarhill Gang Pop Life de Prince and The Revolution | 4:20  |
| 3.  | Git Bizzy                                       | Da Doo Ron Ron (When He Walked Me Home) des Crystals Ain't No Sunshine de Bill Withers Give Me Your Love (Love Song) de Curtis Mayfield Misdemeanor de Foster Sylvers One Man Band (Plays All Alone) de Monk Higgins featuring The Specialties | 3:33  |
| 4.  | Ooh, Aah, Nah-Nah-Nah                           | | 3:48  |
| 5.  | Brother, Brother (featuring Little Daddy Shane) | Get Out of My Life, Woman de Lee Dorsey Rockin' Chair de Gwen McCrae Playing Your Game, Baby de Barry White | 4:12  |
| 6.  | Groove With It                                  | | 5:04  |
| 7.  | I'm Not Ashamed (featuring Alyson Williams)     | | 6:26  |
| 8.  | Troubled Man                                    | Live Wire des Meters Welcome to the Terrordome de Public Enemy | 4:04  |
| 9.  | T.L.C.                                          | | 4:41  |
| 10. | Float                                           | Float On by The Floaters | 3:44  |
| 11. | Come on Down (featuring Q-Tip et Busta Rhymes)  | Burning Bridges de Lalo Schifrin et Mike Curb Congregation Funky Robot (Part I) de Rufus Thomas | 3:54  |
| 12. | Death Sentence                                  | The Easiest Way to Fall de Freda Payne Good Old Music de Funkadelic Liver Splash des Meters | 2:19  |
| 13. | Get Down                                        | I Got Ants in My Pants de James Brown Jungle Boogie de Kool and the Gang Soul Power 74 de Maceo & the Macks The Big Beat de Billy Squier Atomic Dog de George Clinton                                                                          | 4:39  |
| 14. | Raw '91                                         | Good to Me d'Otis Redding Rock Creek Park des Blackbyrds Rebel Without a Pause de Public Enemy Raw de Big Daddy Kane | 4:30  |
| 15. | D.J. S Get No Credit (featuring Mister Cee)     | I'll Take You There des Staple Singers Don't Let Love Get You Down d'Archie Bell & the Drells Funky Sensation de Gwen McCrae | 1:56  |